# Jamaica Farewell
Jamaica Farewell är en låt skriven av Irving Burgie (Lord Melody) och som Harry Belafonte spelade in 1957. Musikstilen kallad calypso. Melodin användes även av orkestern Schytts som skrev om texten till svenska Jamaica farväl, som låg på Svensktoppen  1979. Även Streaplers sjöng in en svenskspråkig text av sången 1967, med texten "Långt långt bort". Deras version låg också på Svensktoppen 1968.

En intressant detalj är att orden i titeln inte förekommer i själva sångtexten.
Coverversioner har spelats in av bl.a. följande artister: Barefoot Man, Brothers Four, Jimmy Buffety, Nina & Frederik, Greg McDonald, The Merrymen, Marty Robbins, Jimmy Rogers, The Royal Philharmonic Orchestra, Simons, Sunshine Steel Band, Roger Whittaker och Hank Snow.

### Fotnoter
1. ↑  Svensktoppen 1979
2. ↑  Svensktoppen 1968